# دژ هانکو

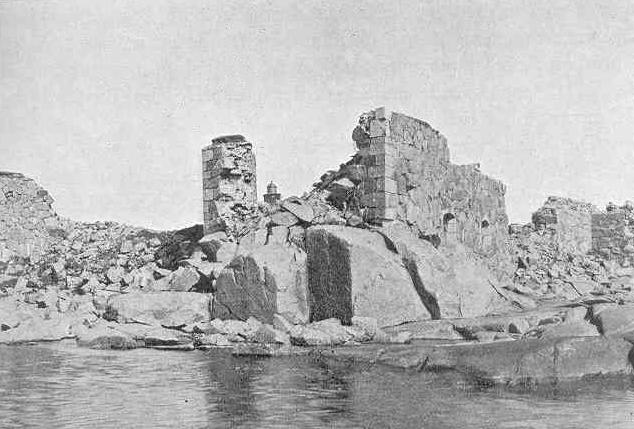
ویرانه‌های قلعه گوستاوسورن در حدود سال ۱۹۰۰ عکسبرداری شده‌است.

دژ هانکو (به سوئدی Hangöbefästningarna) قلعه‌ای بود که در پایان قرن هجدهم در هانکو ساخته شد که خود شامل قلعه‌های گوستاوسورن، میرفلد و گوستاف آدولف بود که بر روی رخنمون‌های صخره‌ای ساخته شده بودند و قلعه کونین‌گاترانوری واقع در سرزمین اصلی بود. قلعه‌های جزیره، مثلثی را تشکیل می‌دادند که از کانال دریایی منتهی به بندر هانکو محافظت می‌کرد.

## پیشینه
اولین قلعه، برونسکرین اسکانسی، درتولمینمی در هانکو در اواخر قرن هفدهم ساخته شد. ساخت قلعه هانکو در واقع پس از جنگ پادشاه گوستاو سوم در سال‌های ۱۷۸۸–۱۷۹۰ آغاز شد، زمانی که تصمیم گرفته شد استحکامات میدانی موقت ساخته شده در تولینیمی و جزایر مجاور آن را با استحکامات دائمی که از بندر هانکو محافظت می‌کنند، جایگزین کنند. طراحی استحکامات توسط فرمانده تیپ قلعه، فون کیرتینگ، با کمک کاپیتان کارل نیکاندر انجام شد و شروع ساخت و ساز استحکامات در بهار ۱۷۹۳ آغاز شد. استحکامات تا اوایل قرن نوزدهم ادامه یافت، اما قلعه ناتمام ماند.

## جنگ فنلاند

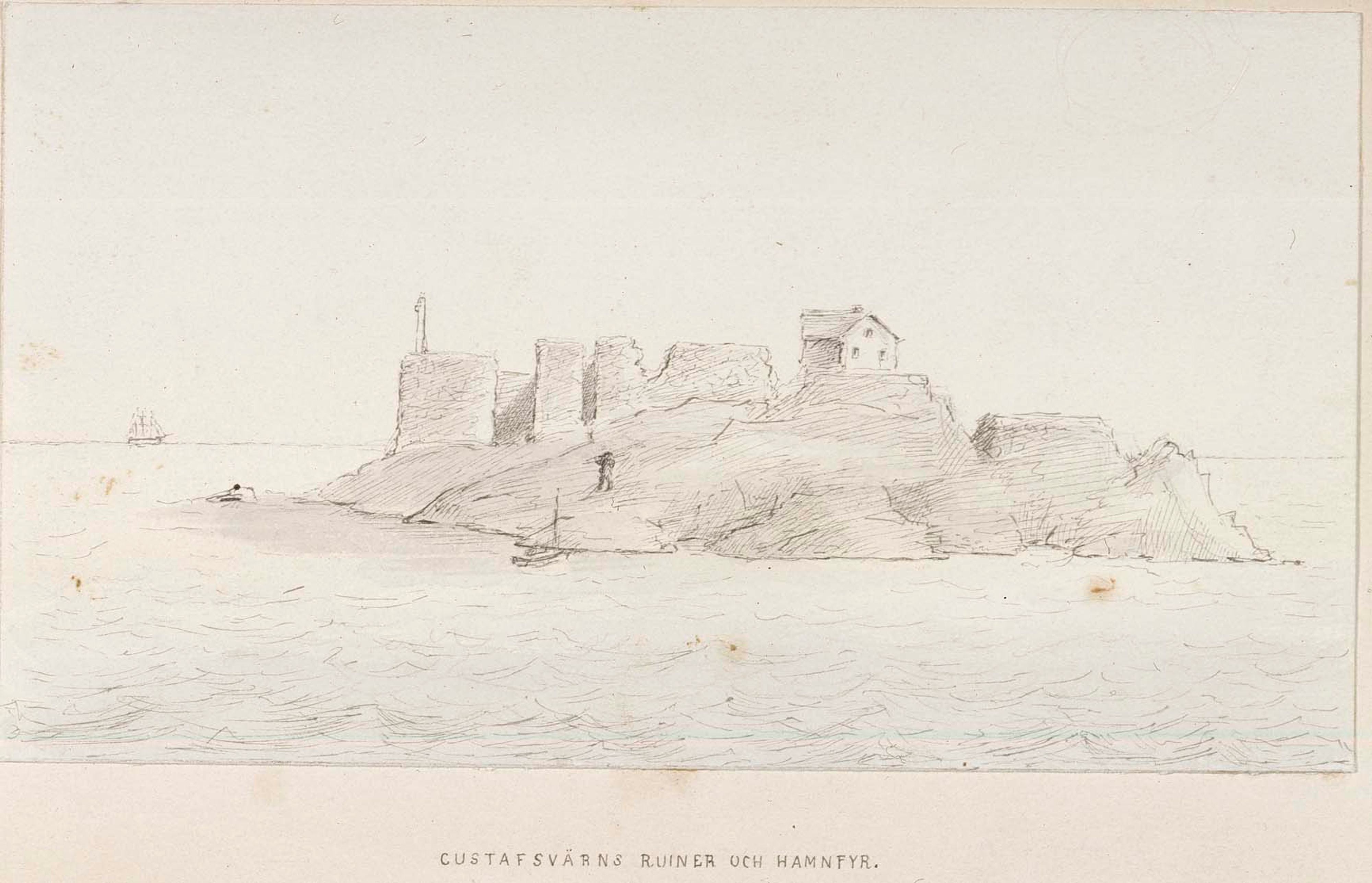
ویرانه‌های گوستاوسورن که توسط آلبرت ادلفلت نقاشی شده‌است.

در طول جنگ فنلاند، قلعه هانکو بدون درگیری به دست روس‌ها افتاد. در قرن نوزدهم، روس‌ها کار استحکامات را ادامه دادند. در آغاز جنگ کریمه، قلعه گوستاوسورن دارای ۶۱ توپ بود و در طول جنگ، این قلعه حمله ناوگان بریتانیا را دفع کرد. با این حال، قلعه هانکو برای نگهداری بسیار گران‌قیمت در نظر گرفته می‌شد، بنابراین قلعه‌های واقع در جزایر گوستاوسورن، کوستا آدولف و مایرفلد در اواخر تابستان ۱۸۵۴ تخریب شدند.